# Filip Marin
Filip Marin (Bucarest, 1865-1928) fue un afamado escultor rumano, alumno de Frederic Storck.
Se graduó en la Academia de Bellas Artes de Roma.
Trabajó como profesor en la Escuela de Bellas Artes de Bucarest.
Es autor de numerosas obras de gran valor y que fueron muy apreciadas en su época, como son: el busto de Ion Gheorghe Duca, Cugetare, Durerea, Eminescu, Homer, Nud etc.
El 10 de mayo de 1894 fue inaugurada una exposición de esculturas en el Palacio del Ateneo, en la cual Filip Marin obtuvo la tercera medalla por su obra Cugetarea .

## De la prensa de la época
"Testimonio del diario ilustrado Almanach de 1898" relata lo siguiente, al presentar la inauguración de la nueva sede "Palacio
En la gran abertura de la escalera, en medio de ella y al nivel de la galería, se encuentra el busto del director y fundador de Adevĕr, el Sr. Alex. V. Beldiman, excavado en mármol por el talentoso escultor Filip Marin .
En la revista Familia no. 45 de noviembre de 1899 apareció la siguiente noticia:
Dos bustos en Bucarest. En estos días, el talentoso escultor Filip Marin iniciará el trabajo en mármol de los bustos de Alexandru Lahovari y Lascăr Catargiu, destinados a la Cámara y el Senado. El mármol del que se harán los bustos fue traído de Carrara .
El escultor Filip Marin fue el encargado, el 16 de junio de 1889, de retirar la máscara mortuoria del rostro de Mihai Eminescu, que había sido trasladado al Hospital Brâncovenesc, para su autopsia. Esta se encuentra actualmente en el patrimonio de la Oficina de Sellos de la Biblioteca de la Academia. También hizo el primer busto de yeso de Mihai Eminescu, que se colocó en el Athenaeum Hall desde el año de la muerte del afamado escritor: 1889.

## Donante de obras de arte
La Pinacoteca București, que actualmente tiene el espacio expositivo en el Palacio Cesianu-Racoviță, cuenta con una gran colección de obras de arte, de entre las cuales la donación privada más importante, de 1932, proviene del escultor Filip Marin, y está compuesta por 162 obras, de las cuales 43 piezas son de escultura, 14 son pinturas y 105 son dibujos, todos con la firma del artista. En la colección de la Pinacoteca también se encuentra el retrato del escultor Filip Marin, realizado por el pintor George Demetrescu Mirea .

## Obras monumentales
- Monumento funerario del héroe Iorgu Cosma, 1877, localidad de Pantelimon, dentro del Monasterio de Cernica, monumento histórico con código LMI: IF-IV-mB-15300.12.
- La fuente Luigi Cazzavillan, dedicada al periodista Luigi Cazzavillan, ubicada en medio del parque del mismo nombre,[9] con el busto del periodista rodeado de enamorados . La fuente fue construida en 1905.

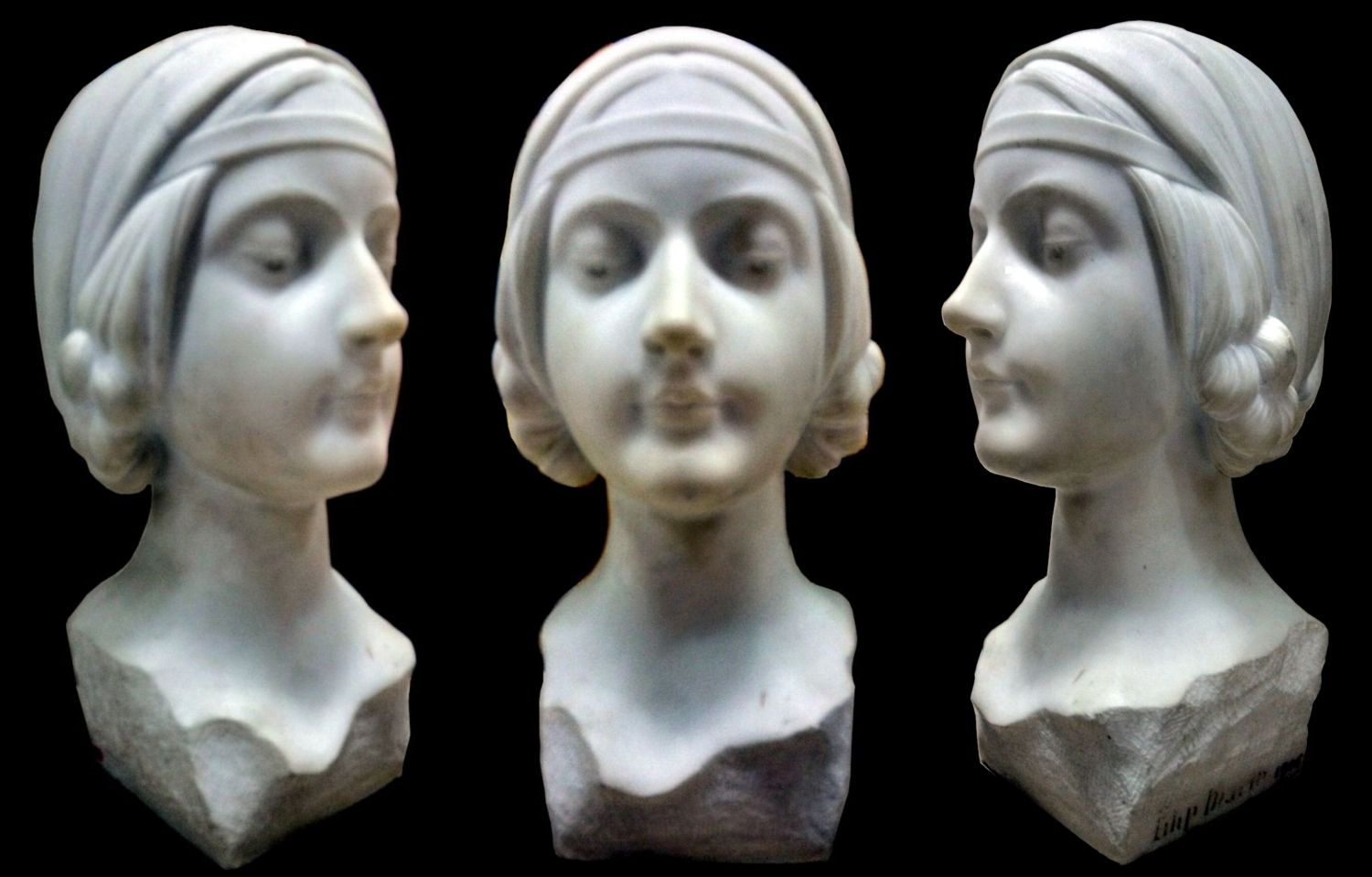
Cap de fată (1908) - la Muzeul Național de Artă al României.

- La ninfa dormida, actualmente en exhibición en el parque Herăstrău en Bucarest ( cod LMI B-III-mA-21039 ).

- El monumento del poeta Traian Demetrescu, realizado en mármol de Carrara, se inauguró el 11 de junio de 1905 en el jardín del Ateneo y en 1939 se trasladó al Parque Cismigiu . El pedestal alto tiene en el lado izquierdo a una niña con un vestido sencillo, que ofrece un ramo de flores al poeta. A continuación se muestra una libra sobre un ramo de laureles, sobre el que se desdobla un pañuelo con los títulos de sus obras.[10] El monumento está clasificado como monumento importante: B, cod LMI B-III-mB-20046 .
- El busto del general Theodor Șerbănescu (1839-1901), ubicado en el parque Cișmigiu en Bucarest.
- Busto de Teodor Ionescu, 1921, instalado en el cementerio ortodoxo de Călărași. Actualmente en la Lista de monumentos históricos perdidos.[11]

## Valoraciones críticas
En una tablilla dedicada por Tudor Arghezi a Constantin Brâncuși, publicada en 1914, escribe que:
“Estos artesanos y verdes del arte se ven aliviados de las dificultades que los talentos no pueden superar sin sacrificio y agotamiento. Son recibidos como amigos, festejados como profetas, y levantándose de sus asientos por la gracia de la ignorancia de arriba, muchos de ellos se aferran a la bolsa de oro que recibieron a cambio de mantones doblados y halagos metódicos ”. .

El ejemplo típico estaría representado por “Mr. Filip Marin ”, quien más allá de su pico, trenzas, corbata anudada y gran sombrero, no tiene talento. Sus "obras" de "yeso y cal!" se compran por miles de lei y se aprecian por esas "comisiones de nulidad y de mentes pobres". Tal ejemplar es precisamente el genio de Eminescu "quiere interpretarlo", engañando una vez más al público, "en parte ingenuo y en parte estéril", a través de tal monumento "insultante" a la memoria del poeta nacional.

"El ascenso del Sr. Filip Marin de la expulsión de Brâncuși" parece estar en el "orden de las cosas normales", escribe Arghezi indignado, "la estupidez de tener todos los derechos de la primogenitura humana".

## Premios
En 1921, la Dirección General de Artes del Ministerio de Cultos y Artes, presentó propuestas para decoración con motivo de la coronación diseñada para ese año. En el puesto 35 estaba inscrito el escultor Filip Marin con la propuesta "oficial de la Corona".